# Werner Laubscher
Werner Laubscher (* 25. November 1927 in Kaiserslautern; † 9. Januar 2013 in Landau/Pfalz) war ein deutscher Lehrer und Autor.

## Leben

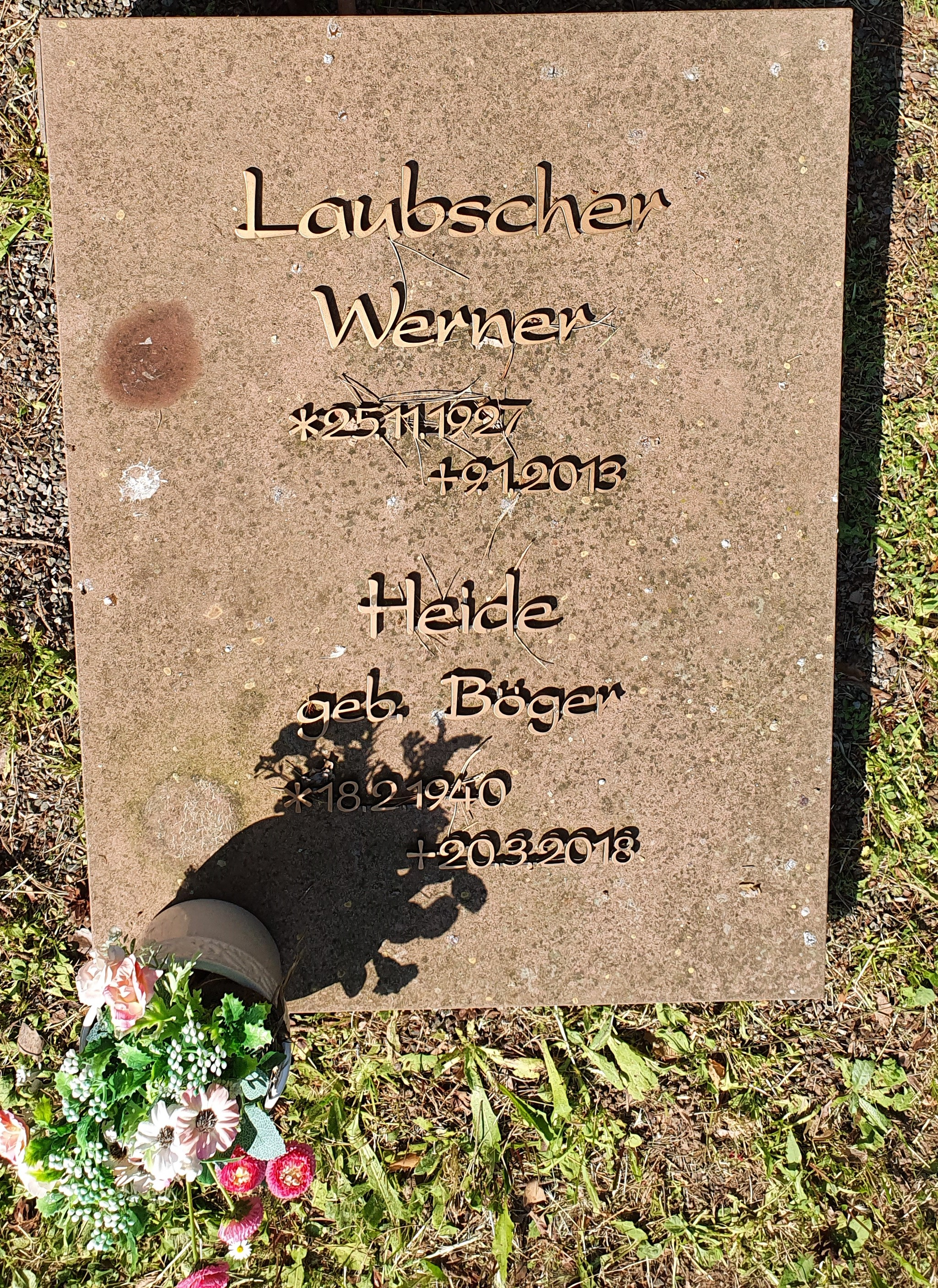
Grab von Werner und Heide Laubscher auf dem Hauptfriedhof, Landau in der Pfalz

Werner Laubscher wurde im Alter von 15 Jahren als Flakhelfer von der Wehrmacht eingezogen und kam zwei Jahre später als Kradmelder an die Ardennenfront. 1945 geriet er in amerikanische Kriegsgefangenschaft. Nach seiner Entlassung absolvierte Werner Laubscher ein Volksschullehrerstudium, dann Studium der Musik, Geographie und Philosophie in Freiburg, Heidelberg, Mainz und Germersheim. Mehrere Jahre leitete Laubscher das Collegium Musicum der Germersheimer Universität. Bis zu seiner Pensionierung im Jahr 1991 war er Leiter der Realschule in Kandel. Werner Laubscher gehörte zu den bekanntesten Lyrikern von Rheinland-Pfalz, einerseits in der hermetischen Tradition, anderseits mit seinen modernen experimentellen sowie dadaistischen Werken. Er wirkte genreübergreifend auch als Maler und Komponist. In dem Prosawerk „Die Germansviller Dokumente“ generierte er eine Kunstsprache, welche an Raimond Queneau erinnert. Werner Laubscher war Mitglied im VS (Verband deutscher Schriftstellerinnen und Schriftsteller).
Er war verheiratet mit Heide Laubscher, geb. Böger. Aus der Ehe gingen zwei Söhne hervor.

## Werke
- Solipsiaden. Graphiken. Texte, Gedichte, graph. Notationen. Rhodt unter Rietburg, Verlag Junge Literatur 1984, ISBN 978-3-88717-028-8.
- Leontin in Amerika. Erzählungen. Rhodt unter Rietburg, Verlag Junge Literatur 1984, ISBN 978-3-88717-053-0.
- Heimat, Beton, Steine. Erzählungen, Graphiken. Rhodt unter Rietburg, Verlag Junge Literatur 1985, ISBN 978-3-88717-030-1.
- Wortflecht und Lautbeiss. Experimentielle Lyrik. Annweiler, Plöger 1989, ISBN 978-3-924574-31-4.
- Winterreise, Wintersprache. Gedichte. Annweiler, Plöger 1989, ISBN 978-3-924574-33-8.
- Suite 25b, Lautkompositionen zu Klaviersuite Opus 25 von Arnold Schönberg. Hamburg-Ottensen, Wohlleben 1994, ISBN 978-3-88159-032-7.
- Über die gefüllten Tomaten. Variationen, kanonische Veränderungen, Ricercare und Unfuge; Lautgedichte und Raccontosonaten für Klavier. Neu-Isenburg, Patio-Verlag 1996.
- Die Germansviller Dokumente, auf der Suche nach einer kleinen Winzerhütte. Belletristik. Blieskastel, Gollenstein 1996, ISBN 978-3-930008-47-6.
- Winterkassation. Gedichte. Heidelberg, Wunderhorn 1997, ISBN 978-3-88423-122-7.
- Das geheimnisvolle Bordcase und andere Kriminalgeschichten. Annweiler, Plöger 1998, ISBN 978-3-89708-108-6.
- Werner Laubscher – Die komplette Werkausgabe. Hrsg. von Andreas Dury und Klaus Behringer. PoCul-Verlag 2008, ISBN 978-3-929435-20-7.

## Auszeichnungen
- 1989 Preisträger beim Wettbewerb Buch des Jahres Rheinland-Pfalz
- 1996 Martha-Saalfeld-Förderpreis
- 1997 Pfalzpreis für Literatur
- 2002 Stipendiat im Künstlerhaus Wiepersdorf[7]